# Dürrewiesen
Dürrewiesen ist ein Gemeindeteil der Großen Kreisstadt Selb im Landkreis Wunsiedel im Fichtelgebirge (Oberfranken, Bayern).

## Lage
Das Dorf Dürrewiesen liegt im Tal der Eger etwa vier Kilometer östlich des Zentrums der Stadt Selb und ist über die Straße Am Schreinersteich und die Längenauerstraße mit diesem verbunden. Westlich von Dürrewiesen verläuft die Bundesstraße 93. Dürrewiesen liegt nahe der deutsch-tschechischen Grenze; diese verläuft in Luftlinie etwa zwei Kilometer östlich.

## Sonstiges
Das veraltete Abwasserpumpwerk im Bereich Dürrwiesen/Längenau wurde 2007 für 111.000 Euro saniert. Unter anderem wurde die Schaltanlage für den geltenden explosionsgeschützten Standard ertüchtigt.